# Villemer (Yonne)
Pour les articles homonymes, voir Villemer.
Villemer [vilmɛʁ]  est une ancienne commune française, située dans le département de l'Yonne en région Bourgogne-Franche-Comté, devenue, le 1er janvier 2016, une commune déléguée de la commune nouvelle de Valravillon qui réunit les communes de Laduz, Guerchy, Neuilly et Villemer.

## Histoire
Le 1er janvier 1973, Villemer (Yonne) est rattachée à Neuilly, puis est rétabli le 1er janvier 1979.

## Politique et administration
| Période      | Période  | Identité     | Étiquette | Qualité |
| ------------ | -------- | ------------ | --------- | ------- |
| janvier 2016 | En cours | Jean Conseil |           |         |

| Période                                  | Période       | Identité         | Étiquette | Qualité             |
| ---------------------------------------- | ------------- | ---------------- | --------- | ------------------- |
| Les données manquantes sont à compléter. |               |                  |           |                     |
| maire en 1962                            | ?             | Bernard Breuillé | DVD       | Exploitant agricole |
| mars 1995                                | mars 2001     | Claude Durand    |           |                     |
| mars 2001                                | mars 2008     |                  |           |                     |
| mars 2008                                | décembre 2015 | Jean Conseil     |           |                     |

## Démographie
L'évolution du nombre d'habitants est connue à travers les recensements de la population effectués dans la commune depuis 1793. À partir du 1er janvier 2009, les populations légales des communes sont publiées annuellement dans le cadre d'un recensement qui repose désormais sur une collecte d'information annuelle, concernant successivement tous les territoires communaux au cours d'une période de cinq ans. 
Pour les communes de moins de 10 000 habitants, une enquête de recensement portant sur toute la population est réalisée tous les cinq ans, les populations légales des années intermédiaires étant quant à elles estimées par interpolation ou extrapolation. Pour la commune, le premier recensement exhaustif entrant dans le cadre du nouveau dispositif a été réalisé en 2004,.
En 2013, la commune comptait 241 habitants, en évolution de −4,37 % par rapport à 2008 (Yonne : −0,46 %, France hors Mayotte : +2,49 %).
| 1793 | 1800 | 1806 | 1821 | 1831 | 1836 | 1841 | 1846 | 1851 |
| ---- | ---- | ---- | ---- | ---- | ---- | ---- | ---- | ---- |
| 434  | 502  | 480  | 500  | 471  | 445  | 447  | 477  | 523  |

| 1856 | 1861 | 1866 | 1872 | 1876 | 1881 | 1886 | 1891 | 1896 |
| ---- | ---- | ---- | ---- | ---- | ---- | ---- | ---- | ---- |
| 482  | 466  | 430  | 431  | 409  | 402  | 393  | 382  | 344  |

| 1901 | 1906 | 1911 | 1921 | 1926 | 1931 | 1936 | 1946 | 1954 |
| ---- | ---- | ---- | ---- | ---- | ---- | ---- | ---- | ---- |
| 337  | 307  | 314  | 258  | 242  | 242  | 238  | 215  | 197  |

| 1962 | 1968 | 1982 | 1990 | 1999 | 2004 | 2009 | 2013 | - |
| ---- | ---- | ---- | ---- | ---- | ---- | ---- | ---- | - |
| 225  | 201  | 169  | 225  | 256  | 258  | 248  | 241  | - |

## Culture locale et patrimoine

### Personnalités liées à la commune
- Michel Martin, dit Michel Martin de Villemer.

## Pour approfondir